# Territórium (biológia)
A territórium az etológiában az a terület, amelyet egy adott fajba tartozó állat következetesen megvéd a fajtársakkal (vagy esetenként más fajú állatokkal) szemben. Az ilyen módon területeket védő állatokat territoriálisoknak nevezik.
Territóriumot csak a fajok kisebbsége tart. Gyakoribb az amikor egy egyednek vagy állatcsoportnak van egy területe, amelyet rendszeresen használ, de nem feltétlenül véd meg. A különböző állatcsoportok ”otthon területei” gyakran átfedik egymást, és az átfedett területeken a csoportok inkább kerülik, semmint kiűzzék egymást. Az otthon tartományon belül lehet egy olyan terület, amelyet egyetlen más csoport sem használ, de ez az elkerülés eredményeként.

## Szerepe
A territoriális állatok végső célja az, hogy növeljék a hasonló viselkedésű állatok egyéni vagy közösségi alkalmasságát. Biológiai értelemben ez az állat túlélési és utódnemzési képességére vonatkozik. A területvédelem funkciói eltérőek. Különböző állatok esetében az ilyen védő magatartás oka lehet az élelemforrások biztosítása, a fészkelőhelyek lefoglalása, a párzási területek megszerzése és védelme, vagy a pár kiválasztása.

## A territórium típusai és méretei
A territórium nagysága és alakja céljától, évszaktól, a benne lévő élelem mennyiségétől és minőségétől illetve földrajzától függően változhat. A mérete általában az élelemszükséglettől, a védelmi lehetőségtől, a ragadozók mennyiségétől és a szaporodási szükséglettől függ.
Egyes mókusfajok akár 10 hektár területet is igényelhetnek.
Az európai borzok számára az otthon-terület lehet 30 hektár egy jó élőhelyen, de akár 300 hektár is egy rossz élőhelyen. Egy territórium átlagosan 50 hektár és kb. 500 méterre vannak egymástól. A városi területeken a territóriumok sokkal kisebbek, 5 hektár nagyságúak is lehetnek, ha elegendő táplálékhoz juthatnak a madáretetőkből, az élelmiszer-pazarlásból vagy a külvárosi kertekben történő etetésből.
A foltos hiénák territóriumának nagysága változó, a Ngorongoro-kráterben alig 4000 hektár míg a Kalaháriban több mint 100 000 hektár.
A territórium kialakításának ideje állatonként változó. A tengeri leguán hímek a párzási szezon előtt két hónappal kezdik megalakítani a kis udvarlási territóriumukat 
A madaraknál a szirti sas territóriuma 9000 hektár, a törpetirannusz területe körülbelül 600 négyzetméter, a sirályok pedig csak néhány négyzetcentiméteres területtel rendelkeznek szorosan a fészek körül. 
A területek lineárisak is lehetnek. A fenyérfutó  tengerpartokon szerzi a táplálékot. Magányosan vagy seregbe tömörülve, 10–120 méteres partszakaszon táplálkoznak. 
A madarak territóriuma hat típusba sorolható. 
- A típus: „minden célra szolgáló territórium”, ahol minden tevékenység megtörténik, pl. udvarlás, párzás, fészkelés és élelemszerzés.

- B típus: Párosodási és fészkelési territórium, az élelemszerzésre használt terület nagy részének kivételével.

- C típus: Fészekrakó territórium, amely magában foglalja a fészket és egy kis területet körülötte. Kolóniákban élő vízi madaraknál gyakori.

- D típus: Párkeresési és párzó territórium. A hímek által védett terület a párosodási játékot űző fajoknál.

- E típus: Éjszakai szállás territórium.

- F típus: Téli territórium, amely tipikusan élelemszerzési területeket és szálláshelyeket foglal magában. Elhelyezkedését tekintve egybeeshet az A típusú territóriummal, vagy egy vándorló faj esetében a telelőhellyel.

A territórium lehet egyén, pár vagy csoport tulajdonában.
Egy és ugyanazon fajon belül eltérő viselkedés lehet. Például a vörös róka vagy stabil otthon-területeket hoz létre vagy állandó lakóhely nélkül vándorol.
A területek időtől (évszaktól) függően is változhatnak, például a vörösbegyek a tenyészidőszakban párokban védik a területeket, télen azonban egyedként. Az élelem mennyisége is változást okozhat a területiségben, például néhány nektárgyűjtő csak reggel védi meg a territóriumot, amikor a növények a legtöbb nektárt tartalmazzák. Azoknál a fajoknál, amelyek nem alkotnak párokat, a hímek és nőstények területe általában független egymástól, a hímek csak más hímekkel szemben védik a területeket, a nőstények csak más nőstényekkel szemben. Abban az esetben, ha a faj poligyn, a hím területe több nőstény területét átfedi, míg a poliandria esetében a helyzet a fordítottja.

## A territórium megtartása
Ahelyett, hogy a territóriumot pusztán harccal tartanák meg, egyes állatoknál ez háromlépcsős folyamat lehet. Sok állat „jelzőtáblát” hoz létre területének megjelölése céljából. Néha ezek a jelzőtáblák a territórium szélén vannak, ezzel elhatárolva a területet, máskor szétszórva az egész területen. Ezek jelzik más állatoknak, hogy a terület foglalt, és további információkat is közölhetnek, például a terület birtokosának nemét, szaporodási állapotát vagy domináns státuszát. A jelzések szag, hang vagy vizuális eszközökkel, vagy ezek kombinációjával közölhetnek információkat. Ha egy betolakodó tovább halad a jelzőtáblákon belüli területre és találkozik a territórium birtokosával, mindkét állat rituális agresszióba kezdhet egymással szemben. Ez egy olyan testtartás, hangkiadás, megjelenítése stb., amely a területi vita tényleges harcok nélküli megoldására szolgál. A „szertartás” gyakran azzal zárul, hogy az egyik állat elmenekül. Ha ez nem történik meg, akkor a territóriumot valódi harcban lehet megvédeni vagy elhódítani, bár ez általában utolsó lehetőség.

## Fordítás
Ez a szócikk részben vagy egészben  a   Revir című svéd Wikipédia-szócikk fordításán alapul.  Az eredeti cikk szerkesztőit annak laptörténete sorolja fel. Ez a jelzés csupán a megfogalmazás eredetét és a szerzői jogokat jelzi, nem szolgál a cikkben szereplő információk forrásmegjelöléseként.